# Bouillac (Aveyron)
Bouillac – miejscowość i gmina we Francji, w regionie Oksytania, w departamencie Aveyron. W 2013 roku populacja gminy wynosiła 437 mieszkańców. Przez teren gminy przepływa rzeka Lot. 

## Zabytki
Zabytki w miejscowości posiadające status monument historique:
- zamek (fr. Château de Bouillac)
- kościół św. Marcina (fr. Église Saint-Martin)